# Spongicola goyi
Spongicola goyi is een tienpotigensoort uit de familie van de Spongicolidae. De wetenschappelijke naam van de soort is voor het eerst geldig gepubliceerd in 2008 door Saito & Komai.